# Krzysztof Kosedowski
Krzysztof Kazimierz Kosedowski, född den 12 december 1960 i Tczew, Polen, är en polsk boxare som tog OS-brons i fjäderviktsboxning 1980 i Moskva. I semifinalen förlorade Kosedowski mot Adolfo Horta från Kuba och fick därmed bronsmedaljen.